# Titoni
Titoni es una marca suiza de relojes ubicada en la ciudad de Grenchen, Suiza.

## Historia
La compañía fue fundada en 1919 by Fritz Schluep, actualmente Titoni pertenece a la tercera generación de la familia Schulep.